# Zé Rodrigo
José Rodrigo da Rocha (Curitiba, 23 de junho de 1970), mais conhecido como Zé Rodrigo, é um músico, intérprete e instrumentista brasileiro de estilos como o soul, blues, jazz e clássicos do rock.

## Biografia
Seu envolvimento com a música ocorreu desde a infância, quando ganhou seu primeiro instrumento – uma bateria – aos 12 anos de idade. Por volta dos 14, na década de 1980, montou suas primeiras bandas, nas quais atuava como baterista. Formou-se em psicologia mas nunca chegou a exercer a profissão. Foi professor de karatê e bancário, porém foi atuando como professor de inglês que a música retornou para a sua vida definitivamente. Entre suas principais influências estão Frank Sinatra, Elvis Presley e os grandes cantores do rock dos anos de 1970 e 1980, como David Coverdale (Whitesnake), Ronnie James Dio (Black Sabbath), Paul Rodgers (Free, Bad company), Glenn Hughes (Deep Purple), Freddie Mercury (Queen), entre outros.

## Carreira
Por volta do ano 2000, atividades extracurriculares com as turmas do curso de inglês resultaram na primeira formação da big band Soulution Orchestra, trabalho que Zé Rodrigo mantém até hoje, assumindo os vocais e, por algumas vezes, tocando instrumentos como bateria e guitarra. Antes com um repertório mais focado na soul music, hoje a Soulution conversa mais com o jazz e realiza uma média de 100 shows anualmente. O sucesso da big band obrigou o músico a deixar o trabalho como professor de inglês e abrir uma produtora de music business.
Em 2007, a Soulution teve seu show "30 anos sem Elvis", com canções do rei do Rock, assistido por mais de 25 mil pessoas em seis capitais brasileiras.
Em 16 anos de carreira, a Soulution alcançou considerável notoriedade em seu estilo e já gravou seis discos e um DVD. Foi vencedora do Festival Heineken Blues e já se apresentou para um público de mais de 50 mil pessoas em um show de réveillon no Rio de Janeiro. Outra curiosidade é que a big band é formada preferencialmente por jovens músicos de uma nova geração em Curitiba. O objetivo é abrir o mercado e dar oportunidade para quem está começando e tem talento.

#### Carreira Solo
No final da primeira década dos anos 2000, Zé Rodrigo deu início à sua carreira solo. Paralela à banda e com um repertório diferenciado, no novo projeto o músico se dedicou aos clássicos do rock dos anos de 1980 e 1990.
Em 2012, estreou o projeto Rock and Roll Celebration, show com um repertório que vai do Rock dos anos de 1960, aos sucessos dos dias de hoje. Um apanhado das melhores músicas desses 50 anos de Rock and Roll.
Um de seus maiores públicos foi durante o evento FIFA FanFest, na semifinal da Copa do Mundo de 2014, quando se apresentou para mais de 10 mil pessoas na Pedreira Paulo Leminski, em Curitiba, sendo principal atração do evento.
Em dezembro de 2014, lançou o CD intitulado ZERO em seis países. O lançamento oficial da obra foi no Flatiron Hotel, na Broadway, tradicional espaço de Jazz, Soul e Rock de Nova Iorque. Em 2015, retornou a "Big Apple" para realizar alguns shows e gravar no Funkadelic Studios. Também em nova Iorque produziu o DVD "Live at Daryl's House". O local é um dos maiores projetos culturais dos Estados Unidos e pertence ao cantor americano Daryl Hall. O DVD de Zé Rodrigo foi lançado em 2016, no Brasil.
Em 20 anos de carreira, seja com a Soulution Orchestra ou solo, Zé Rodrigo já realizou mais de 1.900 shows em mais de 150 cidades brasileiras,  tendo se apresentado em importantes casas comoBourbon Street (7 temporadas), Mistura fina (7 temporadas), Canecão, Circo Voador, Via Funchal, Tom Brasil, além dos principais festivais de Jazz/Blues do Brasil: Búzios Visa Jazz & Blues, Festival de Rio das Ostras, Campos do Jordão, Riviera de São Lourenço, Miller time and blues festival e Heineken Blues. Zé Rodrigo também coleciona participações em programas de televisão como Domingão do Faustão, Programa do Jô, Adriane Galisteu, Amaury Júnior, Momento Jazz (Multishow especial), entre outros.
O maior momento de sua carreira aconteceu em 2004 quando, junto com a Soulution Orchestra, teve a oportunidade de abrir a turnê brasileira do rei do blues, B.B. King.

#### Produtor
Zé Rodrigo ainda conta em seu currículo com experiências como produtor, apresentador e comentarista fixo em vários programas de rádio, palestrante em vários eventos sobre o mercado de música no Brasil, além de curador e jurado em festivais. Produziu e apresentou o programa “Light Soulution”, na Rádio Transamérica Light de Curitiba. Atualmente é comentarista especial de música dos programas Light News, da jornalista Maria Rafart, na Rádio Transamérica Light Curitiba, e do programa 91 Minutos, do jornalista Álvaro Borba, na Rádio 91 Rock Fm.

## Prêmios e Títulos
Zé Rodrigo já teve seu trabalho reconhecido tanto no Brasil quanto no exterior. Em abril de 2012, o cantor recebeu um prêmio da Câmara dos Vereadores de sua cidade natal, Curitiba, e outro da Assembleia Legislativa do Estado do Paraná, ambos por reconhecimento, conjunto da obra e serviços prestados à cultura.
No ano seguinte, em 2013, veio o reconhecimento internacional. Zé Rodrigo recebeu o título de embaixador da boa vontade da W.S.A., agência fundada pelas Nações Unidas com sede em Nova Iorque. A homenagem foi por serviços prestados à cultura de seu país. O título é o mesmo já concedido a artistas como Bono Vox, Harrison Ford e Angelina Jolie.

## Discografia
2001 - Soulution Orchestra
2003 - Soulution Orchestra (Live at Teatro Guaíra)
2004 - Zé Rodrigo - The Soul Man
2006 - Soulution Orchestra 2006
2007 - Soulution Orchestra 30 - Anos sem Elvis
2008 - Zé Rodrigo Solo (Electric Soul)
2009 - Soulution Orchestra - Big Band Rock
2010 - Zé Rodrigo Solo - Sinatra Songs
2011 - Zé Rodrigo Compilations
2014 - CD Zero

## Videografia
2009 - Soulution Orchestra - Big Band Rock
2013 - DVD - Rock and Roll Celebration
2015 - DVD/Live at Daryll's House (Connecticut)